# Armored Core 4
Armored Core 4 — видеоигра, разработанная From Software и изданная компанией Sega для игровой приставки PlayStation 3 и Xbox 360. Это двенадцатая инкарнация из серии Armored Core, хотя носит номер 4.
События в игре происходят в ближайшем будущем в альтернативной вселенной, где война разрушила многие нации Земли и управление странами приняли на себя корпорации.
Игра позволяет достаточно детально настраивать робота-меха для выполнения «сингловых» миссий, а также играть с другими игроками через Интернет. Продукт схож с играми серии MechWarrior.

## Персонажи
- Professor Jarnefeldt — ведущий учёный в области роботов.
- Emil Gustav — сотрудник исследовательской группы профессора Ярнефельдта, на самом деле талантливый политик.

## Оценки
| Сводный рейтинг | Сводный рейтинг | Сводный рейтинг |
| Издание         | Оценка          | Оценка          |
| Издание         | PS3             | Xbox 360        |
| --------------- | --------------- | --------------- |
| GameRankings    | 67,72 %         | 65,19 %         |

Armored Core 4 получила в основном более положительные, чем предыдущие игры серии, оценки.
- Gamespot — 7.7
- IGN — 5.9
- GameVideos — 8.4

Средний балл игры на Metacritic — 65.